# Jim Youngs
Jim Youngs (Old Bethpage, 16 ottobre 1956) è un attore statunitense, fratello dell'attore John Savage.

## Biografia
Nato nel 1956 a Old Bethpage, nello stato di New York, Youngs è apparso in film come The Wanderers - I nuovi guerrieri, Footloose, Out of Control e Spalle larghe. Nel 1990 ha interpretato il cognato poliziotto di Michael Santana, Richard Burns, in un episodio della quarta stagione della serie TV Oltre la legge - L'informatore. Nel 1994 ha indossato invece i panni di Frank Benson in una puntata di Babylon 5.